# 13.ª etapa do Giro d'Italia de 2020
A 13.ª etapa do Giro d'Italia de 2020 teve lugar a 16 de outubro de 2020 entre Cervia e Monselice sobre um percurso de 192 km e foi vencida pelo italiano Diego Ulissi da equipa UAE Emirates. O português João Almeida conservou a liderança mais um dia.

## Classificação da etapa
| \| Classificação por etapas \| Classificação por etapas \| Classificação por etapas \| Classificação por etapas \| Classificação por etapas \| \| Ciclista \| Ciclista \| Equipe \| Tempo \| \| \| ------------------------ \| ------------------------ \| ------------------------ \| ------------------------ \| ------------------------ \| \| 1. \| Diego Ulissi \| UAE Team Emirates \| 4h22m18s \| \| \| 2. \| João Almeida \| Deceuninck-Quick Step \| + 0s \| \| \| 3. \| Patrick Konrad \| Bora-Hansgrohe \| + 0s \| \| \| 4. \| Tao Geoghegan Hart \| Ineos Grenadiers \| + 0s \| \| \| 5. \| Mikkel Honoré \| Deceuninck-Quick Step \| + 0s \| \| \| 6. \| Sergio Samitier \| Movistar Team \| + 0s \| \| \| 7. \| Jakob Fuglsang \| Astana \| + 0s \| \| \| 8. \| Pello Bilbao \| Bahrain McLaren \| + 0s \| \| \| 9. \| Vincenzo Nibali \| Trek-Segafredo \| + 0s \| \| \| 10. \| Jai Hindley \| Team Sunweb \| + 0s \| \| |                    |                       |          |
| |                    |                       |          |
| Fonte: ProCyclingStats |                    |                       |          |
| Classificação por etapas |                    |                       |          |
| Ciclista | Ciclista           | Equipe                | Tempo    |
| 1. | Diego Ulissi       | UAE Team Emirates     | 4h22m18s |
| 2. | João Almeida       | Deceuninck-Quick Step | + 0s     |
| 3. | Patrick Konrad     | Bora-Hansgrohe        | + 0s     |
| 4. | Tao Geoghegan Hart | Ineos Grenadiers      | + 0s     |
| 5. | Mikkel Honoré      | Deceuninck-Quick Step | + 0s     |
| 6. | Sergio Samitier    | Movistar Team         | + 0s     |
| 7. | Jakob Fuglsang     | Astana                | + 0s     |
| 8. | Pello Bilbao       | Bahrain McLaren       | + 0s     |
| 9. | Vincenzo Nibali    | Trek-Segafredo        | + 0s     |
| 10. | Jai Hindley        | Team Sunweb           | + 0s     |

## Classificações ao final da etapa

### Classificação geral(Maglia Rosa)
| \| Classificação geral \| Classificação geral \| Classificação geral \| Classificação geral \| Classificação geral \| \| Ciclista \| Ciclista \| Equipe \| Tempo \| \| \| ------------------- \| ------------------- \| --------------------- \| ------------------- \| ------------------- \| \| 1. \| João Almeida \| Deceuninck-Quick Step \| 53h43m58s \| \| \| 2. \| Wilco Kelderman \| Team Sunweb \| + 40s \| \| \| 3. \| Pello Bilbao \| Bahrain McLaren \| + 49s \| \| \| 4. \| Domenico Pozzovivo \| NTT Pro Cycling \| + 1m03s \| \| \| 5. \| Vincenzo Nibali \| Trek-Segafredo \| + 1m07s \| \| \| 6. \| Patrick Konrad \| Bora-Hansgrohe \| + 1m17s \| \| \| 7. \| Jai Hindley \| Team Sunweb \| + 1m25s \| \| \| 8. \| Rafał Majka \| Bora-Hansgrohe \| + 1m27s \| \| \| 9. \| Fausto Masnada \| Deceuninck-Quick Step \| + 1m42s \| \| \| 10. \| Jakob Fuglsang \| Astana \| + 2m26s \| \| |                    |                       |           |
| |                    |                       |           |
| Fonte: ProCyclingStats |                    |                       |           |
| Classificação geral |                    |                       |           |
| Ciclista | Ciclista           | Equipe                | Tempo     |
| 1. | João Almeida       | Deceuninck-Quick Step | 53h43m58s |
| 2. | Wilco Kelderman    | Team Sunweb           | + 40s     |
| 3. | Pello Bilbao       | Bahrain McLaren       | + 49s     |
| 4. | Domenico Pozzovivo | NTT Pro Cycling       | + 1m03s   |
| 5. | Vincenzo Nibali    | Trek-Segafredo        | + 1m07s   |
| 6. | Patrick Konrad     | Bora-Hansgrohe        | + 1m17s   |
| 7. | Jai Hindley        | Team Sunweb           | + 1m25s   |
| 8. | Rafał Majka        | Bora-Hansgrohe        | + 1m27s   |
| 9. | Fausto Masnada     | Deceuninck-Quick Step | + 1m42s   |
| 10. | Jakob Fuglsang     | Astana                | + 2m26s   |

### Classificação por pontos(Maglia Ciclamino)
| Classificação por pontos | Classificação por pontos | Classificação por pontos    | Classificação por pontos | Classificação por pontos |
| Ciclista                 | Ciclista                 | Equipe                      | Pontos                   |                          |
| ------------------------ | ------------------------ | --------------------------- | ------------------------ | ------------------------ |
| 1.                       | Arnaud Démare            | Groupama-FDJ                | 221 pts                  |                          |
| 2.                       | Peter Sagan              | Bora-Hansgrohe              | 184 pts                  |                          |
| 3.                       | João Almeida             | Deceuninck-Quick Step       | 78 pts                   |                          |
| 4.                       | Diego Ulissi             | UAE Team Emirates           | 77 pts                   |                          |
| 5.                       | Filippo Ganna            | Ineos Grenadiers            | 51 pts                   |                          |
| 6.                       | Patrick Konrad           | Bora-Hansgrohe              | 51 pts                   |                          |
| 7.                       | Simon Pellaud            | Androni Giocattoli-Sidermec | 50 pts                   |                          |
| 8.                       | Davide Ballerini         | Deceuninck-Quick Step       | 40 pts                   |                          |
| 9.                       | Álvaro Hodeg             | Deceuninck-Quick Step       | 39 pts                   |                          |
| 10.                      | Andrea Vendrame          | AG2R La Mondiale            | 37 pts                   |                          |

### Classificação da montanha(Maglia Azzurra)
| Classificação da montanha | Classificação da montanha | Classificação da montanha   | Classificação da montanha | Classificação da montanha |
| Ciclista                  | Ciclista                  | Equipe                      | Pontos                    |                           |
| ------------------------- | ------------------------- | --------------------------- | ------------------------- | ------------------------- |
| 1.                        | Ruben Guerreiro           | EF Pro Cycling              | 87 pts                    |                           |
| 2.                        | Giovanni Visconti         | Vini Zabù-Brado-KTM         | 76 pts                    |                           |
| 3.                        | Filippo Ganna             | Ineos Grenadiers            | 45 pts                    |                           |
| 4.                        | Jonathan Castroviejo      | Ineos Grenadiers            | 45 pts                    |                           |
| 5.                        | Jonathan Caicedo          | EF Pro Cycling              | 40 pts                    |                           |
| 6.                        | Simon Pellaud             | Androni Giocattoli-Sidermec | 39 pts                    |                           |
| 7.                        | Matthew Holmes            | Lotto-Soudal                | 20 pts                    |                           |
| 8.                        | Domenico Pozzovivo        | NTT Pro Cycling             | 20 pts                    |                           |
| 9.                        | Larry Warbasse            | AG2R La Mondiale            | 20 pts                    |                           |
| 10.                       | Kilian Frankiny           | Groupama-FDJ                | 20 pts                    |                           |

### Classificação dos jovens(Maglia Bianca)
| Classificação dos jovens | Classificação dos jovens | Classificação dos jovens | Classificação dos jovens | Classificação dos jovens |
| Ciclista                 | Ciclista                 | Equipe                   | Tempo                    |                          |
| ------------------------ | ------------------------ | ------------------------ | ------------------------ | ------------------------ |
| 1.                       | João Almeida             | Deceuninck-Quick Step    | 53h43m58s                |                          |
| 2.                       | Jai Hindley              | Team Sunweb              | + 1m25s                  |                          |
| 3.                       | Brandon McNulty          | UAE Team Emirates        | + 2m45s                  |                          |
| 4.                       | Tao Geoghegan Hart       | Ineos Grenadiers         | + 2m51s                  |                          |
| 5.                       | James Knox               | Deceuninck-Quick Step    | + 6m02s                  |                          |
| 6.                       | Sergio Samitier          | Movistar Team            | + 8m49s                  |                          |
| 7.                       | Aurélien Paret-Peintre   | AG2R La Mondiale         | + 19m49s                 |                          |
| 8.                       | Sam Oomen                | Team Sunweb              | + 23m36s                 |                          |
| 9.                       | Matteo Fabbro            | Bora-Hansgrohe           | + 23m51s                 |                          |
| 10.                      | Attila Valter            | CCC Team                 | + 25m23s                 |                          |

### Classificação por equipas"Súper team"
| Classificação por equipes | Classificação por equipes | Classificação por equipes | Classificação por equipes |
| Equipe                    | Equipe                    | Tempo                     |                           |
| ------------------------- | ------------------------- | ------------------------- | ------------------------- |
| 1.                        | Ineos Grenadiers          | 61h11m31s                 |                           |
| 2.                        | Deceuninck-Quick Step     | + 7m12s                   |                           |
| 3.                        | Team Sunweb               | + 8m35s                   |                           |
| 4.                        | Bora-Hansgrohe            | + 17m05s                  |                           |
| 5.                        | Bahrain McLaren           | + 34m55s                  |                           |
| 6.                        | Movistar Team             | + 39m48s                  |                           |
| 7.                        | Trek-Segafredo            | + 43m53s                  |                           |
| 8.                        | Astana                    | + 55m30s                  |                           |
| 9.                        | CCC Team                  | + 1h03m06s                |                           |
| 10.                       | UAE Team Emirates         | + 1h10m51s                |                           |

## Abandonos
Nenhum.